# Jordanska okupacija Zapadne obale
Jordanska okupacija Zapadne obale odnosi se na jordansku (ranije Transjordan) okupaciju i aneksiju Zapadne obale (uključujući Istočni Jeruzalem) tijekom razdoblja od dva desetljeća, 1948. – 1967., nakon okončanja arapsko-izraelskog rata 1948. Tijekom rata, jordanska Arapska legija zauzela je jeruzalemski Stari Grad i preuzela kontrolu nad područjem na zapadnoj strani rijeke Jordan, uključujući gradove Jerihon, Betlehem, Hebron i Nablus. Okončanjem neprijateljstava, Jordan je imao potpunu kontrolu nad Zapadnom obalom.
Jordan je službeno aneksirao Zapadnu obalu 24. travnja 1950. Arapska liga i drugi aneksiju su smatrali nezakonitom i ništavnom. Jedino su ju priznali Ujedinjeno Kraljevstvo, Irak i Pakistan. Aneksija Zapadne obale više je nego udvostručila jordansko pučanstvo.

## Arapsko-izraelski rat 1948.
David Ben-Gurion je na strani židovskog vodstva 14. svibnja 1948. "proglasio uspostavljanje židovske države u izraelskoj zemlji koja će se zvati Država Izrael". Jordanska Arapska legija je pod vodstvom sira Johna Bagota Glubba, poznatog kao Glub-paša, dobila naređenje da uđe u Palestinu, osigura arapska područja određena UN-om, i da uđu u Jeruzalem, tada corpus separatum, prema UN-ovom planu razdvajanja.
U Gazi je, koju je prethodno zauzeo Egipat, 22. rujna 1948. osnovana Svepalestinska vlada. Prvi palestinski kongres održan 30. rujna, koji je Palestinu smatrao dijelom Sirije, osudio je "vladu" u Gazi. Na Konferenciji u Jerihonu održana u prosincu 1948., sastali su se istaknute palestinske vođe s jordanskim kraljem Abdulahom i izglasovali aneksiju u tadašnji Transjordan.
Do kraja rata jordanske snage imale su kontrolu nad Zapadnom obalom, uključujući Istočni Jeruzalem. Izrael i Jordan su 3. travnja 1949. potpisali Sporazum o primirju od 1949. Glavne točke sporazuma bile su:
- Jordanske snage ostaju na položajima koje su držale u Zapadnoj obali, uključujući Istočni Jeruzalem i Stari Grad.
- Jordan povlači svoje snage s bojišnih položaja iznad Šaronove nizine. Zauzvrat, Izrael pristaje dopustiti jordanskim snagama preuzimanje položaja na Zapadnoj obali koje su prethodno držale iračke snage.
- Uspostavit će se Posebno povjerenstvo koje će dogovoriti sigurno kretanje prometa između Jeruzalema i kampusa Hebrejskog sveučilišta u Jeruzalemu na Skopskoj gori, uz autoput Latrun-Jeruzalem, slobodan prolaz prema Svetim mjestima i druga pitanja. Povjerenstvo nikada nije bilo obrazovano, a prilaz Svetim mjestima nije bio dopušten za Izraelce tijekom čitavog razdoblja okupacije.

Ostatak područja kojeg je UN odredio za arapsku državu prema Planu razdvajanja, djelomično je okupirao Egipat (Pojas Gaze), a djelomično ga je aneksirao Izrael (zapadni Negev, zapadna Galileja i Jafa). Planiranu međunarodnu enklavu u Jeruzalemu podijelili su Izrael i Jordan. Jordanci su odmah protjerali sve židovske stanovnike u Istočnoj Jeruzalemu. Svih 35 sinagoga u Starom Gradu, izuzev jedne, bile su uništene tijekom 19 godina ili su korištene kao staje i uzgajališta kokoša. Mnoge druge povijesne i vjerski značajne objekte zamijenile su moderne građevine. Antičko židovsko groblje na Maslinskoj gori bilo je oskvrnjeno, dok su grobni spomenici korišteni za izgradnju, popločavanje cesta i oblaganje zahoda. Na tom području izgrađen je put prema Međunarodnom hotelu.